# Gruppo Calcio Biaschesi
I Giovani Calciatori Biaschesi sono una società di calcio svizzera della città di Biasca. La sua fondazione risale al 1º luglio 1941.
Attualmente milita nella Terza Lega (7 livello).

## Storia
Nella stagione 2007-2008 si è piazzata al secondo posto del suo girone di Prima Lega qualificandosi così per lo spareggio per poter accedere alla Challenge League, dove però è stata sconfitta 1-0 all'andata e 5-1 al ritorno dal FC Stade Nyonnais.

## Cronologia
- 1946-1947 - 02. SERIE C
- 1947-1948 - 11. SERIE C
- 1948-1949 - 12. SERIE C
- 1997-1998 - 04. SERIE C
- 2004-2005 - 09. SERIE C
- 2005-2006 - 09. SERIE C
- 2006-2007 - 04. SERIE C
- 2007-2008 - 02. SERIE C - Playoff
- 2008-2009 - 13. SERIE C

## Palmarès

### Competizioni interregionali
- Seconda Lega interregionale: 1

2001-2002 (gruppo 4)